# Ronaldo Peña
Ronaldo Luis Peña Vargas, meglio noto come Ronaldo Peña (Acarigua, 10 marzo 1997), è un calciatore venezuelano, attaccante del Victoria.

## Carriera

### Club
Cresciuto nel settore giovanile del Caracas, ha poi giocato in prestito con Portuguesa FC, Las Palmas B e Moreirense.

### Nazionale
Con la nazionale under-20 venezuelana ha disputato il Mondiale del 2017, concluso al secondo posto.

## Statistiche

### Presenze e reti nei club
Statistiche aggiornate al 20 marzo 2018.
| Stagione        | Squadra         | Campionato      | Campionato | Campionato | Coppe nazionali | Coppe nazionali | Coppe nazionali | Coppe continentali | Coppe continentali | Coppe continentali | Altre coppe | Altre coppe | Altre coppe | Totale | Totale | Totale |
| Stagione        | Squadra         | Comp            | Pres       | Reti       | Comp            | Pres            | Reti            | Comp               | Pres               | Reti               | Comp        | Pres        | Reti        | Pres   | Reti   |        |
| --------------- | --------------- | --------------- | ---------- | ---------- | --------------- | --------------- | --------------- | ------------------ | ------------------ | ------------------ | ----------- | ----------- | ----------- | ------ | ------ | ------ |
| 2017-2018       | Moreirense      | PL              | 18         | 2          | CP+CdL          | 3+2             | 0               | -                  | -                  | -                  | -           | -           | -           | 23     | 2      |        |
| Totale carriera | Totale carriera | Totale carriera | 18         | 2          |                 | 5               | 0               |                    | -                  | -                  |             | -           | -           | 23     | 2      |        |